# Tobias Bech
Tobias Bech Kristensen (født 19. februar 2002) er en dansk fodboldspiller, der spiller for AGF. Bech er venstrebenet og spiller hovedsageligt på kanten eller i angrebet.

## Privatliv
Bech kommer fra Møldrup. Han fik som 14 årig diagnosen ADHD.

## Karriere
Bech startede som fireårig med at spille fodbold i Møldrup-Tostrup IF. Som 9-årig skiftede han til Viborg Søndermarken, og efter en lille afstikker til Klejtrup IF gik turen som 11-årig videre til FK Viborg. 

### Viborg FF
I Viborg FF blev han som U/15-spiller grundet sine store evner rykket op på U/17-holdet. I foråret 2017 skrev Bech under på en ungdomskontrakt i klubben, og den blev i foråret 2018 konverteret til en seniorkontrakt. På det tidspunkt havde Tobias Bech allerede fået debut på førsteholdet - som den yngste debutant i Viborg FF's historie, 16 år og 20 dage gammel.
Bech fik mere og mere spilletid på Viborgs førstehold, først mens holdet spillede i 1. division, og senere i Superligaen, og da han også scorede en hel del mål, var han snart eftertragtet blandt større klubber. Bech var ikke interesseret i en forlængelse med Viborg i 2022, og klubben blev derpå enig med ham om et salg i sommeren samme år. Han nåede at spille i alt 92 kampe for Viborg FF og scorede 18 mål.

### FC Ingolstadt
Det blev FC Ingolstadt 04, der blev Bechs nye hold. Klubben spillede i 3. Liga, og Bech fik debut allerede få dage efter skiftet. Han fik stor succes i klubben og nåede i sin første sæson at spille i alt 38 kampe og der score 14 mål.

### AGF
Efter blot en sæson i Ingolstadt skiftede Tobias Bech tilbage til Danmark, hvor AGF var klar med en femårig kontrakt til den nu 21-årige spiller.